# 中華民國駐美國大使列表
中華民國駐美國大使列表，列舉中華民國政府駐美国代表機構的歷任館長。
1912年1月1日，中華民國成立，不再承認大清國公使的身份，另行任命駐美國外交代表。2月12日，清帝溥仪退位，袁世凱就任臨時大總統後，美國于4月承认中華民國，以其代表为驻美公使。1935年，兩國外交關係升格為大使级。
美國在1979年1月1日與中華民國斷交，改與中華人民共和國建交，中華民國改派駐美國臺北經濟文化代表處代表（简称驻美代表）。至2012年9月1日，《駐外機構組織通則》修法後，中华民国駐外人員之行政職稱統一以正式官銜訂定，駐外機構的大使館與代表處之大使級館長外交職務皆稱大使，但代表處館長对外仍称代表。

## 1979年前歷任中華民國駐美國大使

### 公使（1912年－1935年）
| 姓名   | 任命           | 递交国书 | 离任           | 外交衔级 | 外交职务     | 備註                                                        |
| ------ | -------------- | -------- | -------------- | -------- | ------------ | ----------------------------------------------------------- |
| 張蔭棠 | 1912年1月1日   |          | 1912年12月27日 |          | 外交代表     | 辛亥革命後辭大清使臣 民國成立後改派為外交代表               |
| 張蔭棠 | 1912年12月27日 |          | 1913年6月21日  | 公使     | 特命全權公使 | 1912年12月始任命公使 1913年5月2日美國承認中華民國           |
| 張康仁 | 1913年6月21日  |          | 1914年4月6日   | 二等參贊 | 二等參贊     | 領事館翻譯 二等參贊代辦使事                                 |
| 夏偕復 | 1913年12月26日 |          | 1915年12月9日  | 公使     | 特命全權公使 | 使美兼駐古巴全權公使 1914年4月6日到任 1915年12月5日免       |
| 顧維鈞 | 1915年10月25日 |          | 1920年10月21日 | 公使     | 特命全權公使 | 駐美兼駐古巴全權公使 1915年12月3日到任 1920年9月29日免      |
| 施肇基 | 1920年9月29日  |          | 1929年3月3日   | 公使     | 特命全權公使 | 1921年2月22日到任 11月12日加全權大使銜 1923年短暫回國代外長 |
| 伍朝樞 | 1929年1月21日  |          | 1931年9月25日  | 公使     | 特命全權公使 | 1929年3月1日到任 1931年6月15日离職                          |
| 容揆   | 1931年6月5日   |          | 1931年10月5日  | 参事     | 参事         | 參事暫代館務                                                |
| 顏惠慶 | 1931年9月25日  |          | 1933年1月7日   | 公使     | 特命全權公使 | 1931年12月21日到任                                          |
| 嚴鶴齡 | 1931年10月8日  |          | 1932年12月21日 | 参事     | 参事         | 參事暫代館務1931年10月15日到任                              |
| 施肇基 | 1933年1月7日   |          | 1935年6月28日  | 公使     | 特命全權公使 | 1933年2月13日到任 1935年5月17日中國駐美公使館升大使館       |

### 大使（1935年－1979年）
| 姓名   | 任命          | 递交国书 | 离任          | 外交衔级 | 外交职务     | 備註                                      |
| ------ | ------------- | -------- | ------------- | -------- | ------------ | ----------------------------------------- |
| 施肇基 | 1935年6月28日 |          | 1936年8月25日 | 大使     | 特命全權大使 | 升格大使 1935年7月2日到任 1936年8月25日免 |
| 王正廷 | 1936年8月26日 |          | 1938年9月17日 | 大使     | 特命全權大使 | 1937年5月26日到任 1938年9月17日免         |
| 胡適   | 1938年9月17日 |          | 1942年9月11日 | 大使     | 特命全權大使 | 1938年10月8日到任 1942年9月11日免         |
| 魏道明 | 1942年9月12日 |          | 1946年6月12日 | 大使     | 特命全權大使 | 1942年9月21日到任 1946年6月12日免         |
| 顧維鈞 | 1946年6月27日 |          | 1956年        | 大使     | 特命全權大使 | 1946年7月5日到任                          |
| 董顯光 | 1956年4月5日  |          | 1958年8月     | 大使     | 特命全權大使 |                                           |
| 葉公超 | 1958年8月     |          | 1961年11月    | 大使     | 特命全權大使 |                                           |
| 蔣廷黻 | 1961年11月    |          | 1965年4月     | 大使     | 特命全權大使 |                                           |
| 周書楷 | 1965年4月     |          | 1971年3月31日 | 大使     | 特命全權大使 |                                           |
| 沈劍虹 | 1971年4月9日  |          | 1979年1月1日  | 大使     | 特命全權大使 |                                           |
| 胡旭光 | 1979年1月1日  |          | ——            | 公使     | 臨時代辦     | 館長職務代理                              |

## 1979年－2012年歷任中華民國駐美國代表
1979年1月1日，中華民國与美国断交，中華民國駐美大使改为“中華民國駐美代表”。
| 姓名   | 任命           | 离任           | 外交衔级 | 外交职务 | 備註 |
| ------ | -------------- | -------------- | -------- | -------- | ---- |
| 夏功權 | 1979年5月9日   | 1981年3月25日  | 代表     | 代表     |      |
| 蔡維屏 | 1981年3月25日  | 1982年11月19日 | 代表     | 代表     |      |
| 錢復   | 1982年11月19日 | 1988年8月25日  | 代表     | 代表     |      |
| 丁懋時 | 1988年8月25日  | 1994年9月8日   | 代表     | 代表     |      |
| 魯肇忠 | 1994年9月8日   | 1996年6月1日   | 代表     | 代表     |      |
| 胡志強 | 1996年6月1日   | 1997年10月16日 | 代表     | 代表     |      |
| 陳錫蕃 | 1997年10月16日 | 2000年5月20日  | 代表     | 代表     |      |
| 程建人 | 2000年5月20日  | 2004年7月25日  | 代表     | 代表     |      |
| 李大維 | 2004年7月25日  | 2007年4月15日  | 代表     | 代表     |      |
| 吳釗燮 | 2007年4月15日  | 2008年8月4日   | 代表     | 代表     |      |
| 袁健生 | 2008年8月4日   | 2012年9月27日  | 代表     | 代表     |      |

## 2012年後歷任中華民國駐美國代表（大使级）
2012年9月1日修法後，台湾对内將代表改稱大使。
| 姓名   | 任命           | 离任           | 外交衔级 對外名義 | 外交职务 本職職務 | 備註                                         |
| ------ | -------------- | -------------- | ----------------- | ----------------- | -------------------------------------------- |
| 袁健生 | 2008年8月4日   | 2012年9月27日  | 代表              | 特命全權大使      | 2012年9月1日后，台湾对内官衔改为驻美国大使。 |
| 金溥聰 | 2012年9月27日  | 2014年3月1日   | 代表              | 特命全權大使      |                                              |
| 沈呂巡 | 2014年3月1日   | 2016年6月5日   | 代表              | 特命全權大使      |                                              |
| 高碩泰 | 2016年6月5日   | 2020年7月24日  | 代表              | 特命全權大使      |                                              |
| 蕭美琴 | 2020年7月24日  | 2023年11月30日 | 代表              | 特命全權大使      | 首位女性駐美國大使                           |
| 俞大㵢 | 2023年11月29日 | 現任           | 代表              | 特命全權大使      |                                              |

## 資料來源
1. ↑  . 公眾外交協調會 (新闻稿). 中華民國外交部. 2012-08-31  [2022-12-09]. （原始内容存档于2022-12-09）.
2. ↑  陳培煌. . 中央通訊社. 2012-08-31  [2022-12-09]. （原始内容存档于2016-11-09）.
3. ↑  . 中華民國法務部全國法規資料庫. 2018-06-13  [2022-12-09]. （原始内容存档于2022-11-09）.
4. ↑  施克敏. . 聯合報. 1979-01-01: 1.

## 外部連結
- 駐美國臺北經濟文化代表處（Facebook、X (Twitter)）